# USS Charr (SS-328)
Za druga plovila z istim imenom glejte USS Charr.
USS Charr (SS-328) je bila jurišna podmornica razreda balao v sestavi Vojne mornarice Združenih držav Amerike.